# فاكوندو غوتيريز
فاكوندو غوتيريز (بالإسبانية: Kevin Facundo Gutiérrez)‏ (3 يونيو 1997 في الأرجنتين - ) هو لاعب كرة قدم أرجنتيني في مركز الوسط. لعب مع جيمناسيا لابلاتا.

## وصلات خارجية
- فاكوندو غوتيريز على موقع قاعدة بيانات كرة القدم.إي يو (الإنجليزية)
- فاكوندو غوتيريز على موقع Soccerway.com (الإنجليزية)